# Католицька церква в Сирії
Като́лицька це́рква в Си́рії — найбільша християнська конфесія Сирії. Складова всесвітньої Католицької церкви, яку очолює на Землі римський папа. Керується конференцією єпископів. Станом на 2004 рік у країні нараховувалося близько 425 000 католиків (2,34% від усього населення). Існувало 17 діоцезій, які об'єднували 227 церковних парафій.  Кількість  священиків — 276 (з них представники секулярного духовенства — 199, члени чернечих організацій — 77), постійних дияконів — 12, монахів — 96, монахинь — 375.